# الغراء (جازان)
قرية الغراء، أحد قرى منطقة جازان وهي قرية سكنية تابعة لبلدية محافظة صبيا جنوب غرب المملكة العربية السعودية ، تبعد 12 كم باتجاه جنوب غرب من مدينة صبيا في طريق أسفلت 12 كم.

## الموقع
تقع الغراء في السهل الممتد بين جبال السروات شرقا والشواطئ الشرقية للبحر الأحمر غربا، بجوار مدينة صبيا في الجزء الجنوبي الغربي من المملكة العربية السعودية، وتبعد بحوالي أربعين كيلومترا بالاتجاه الشمال الشرقي من مدينة جازان.

## عدد السكان
بلغ عدد سكان قرية الغراء بحسب التعداد السكاني للعام 1431 هـ 1400 نسمة منهم 1157 من السعوديين و243 غير السعوديين.

## انظر ايضاً
- صبيا
- أبو عريش

## وصلات خارجية
- بيانات المجلس البلدي من الأمانة العامة لشؤون المجالس البلدية
- حصر الخدمات بالمدن والقرى بمنطقة جازان
- دليل الخدمات بمنطقة جازان